# Erebia usgentensis
Erebia usgentensis är en fjärilsart som beskrevs av Rühl 1894. Erebia usgentensis ingår i släktet Erebia och familjen praktfjärilar. Inga underarter finns listade i Catalogue of Life.